# エルサレム・ライトレール
エルサレム・ライトレール（ヘブライ語: הרכבת הקלה בירושלים ;HaRakevet HaKala Birushalayim）は、イスラエルエルサレムのライトレールである。シティ・パス・コンソーシアムが運営している。

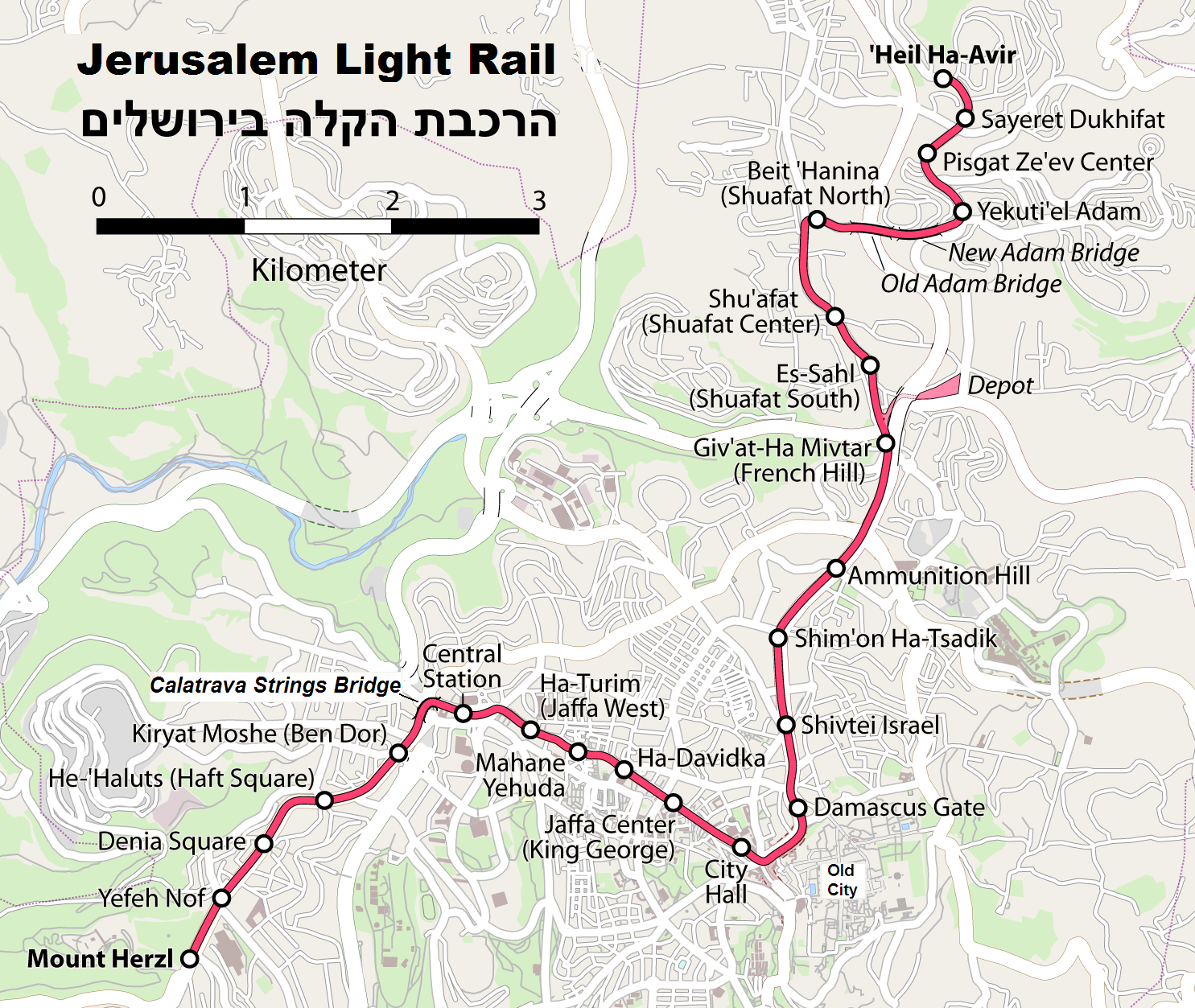
エルサレム・ライトレール路線図

## 概要
2002年から建設が進められ、2011年8月19日に全長13.8 km、23駅で完成。西エルサレムから東エルサレムまでのエルサレム市内の南西から北東にかけての地域を走る。

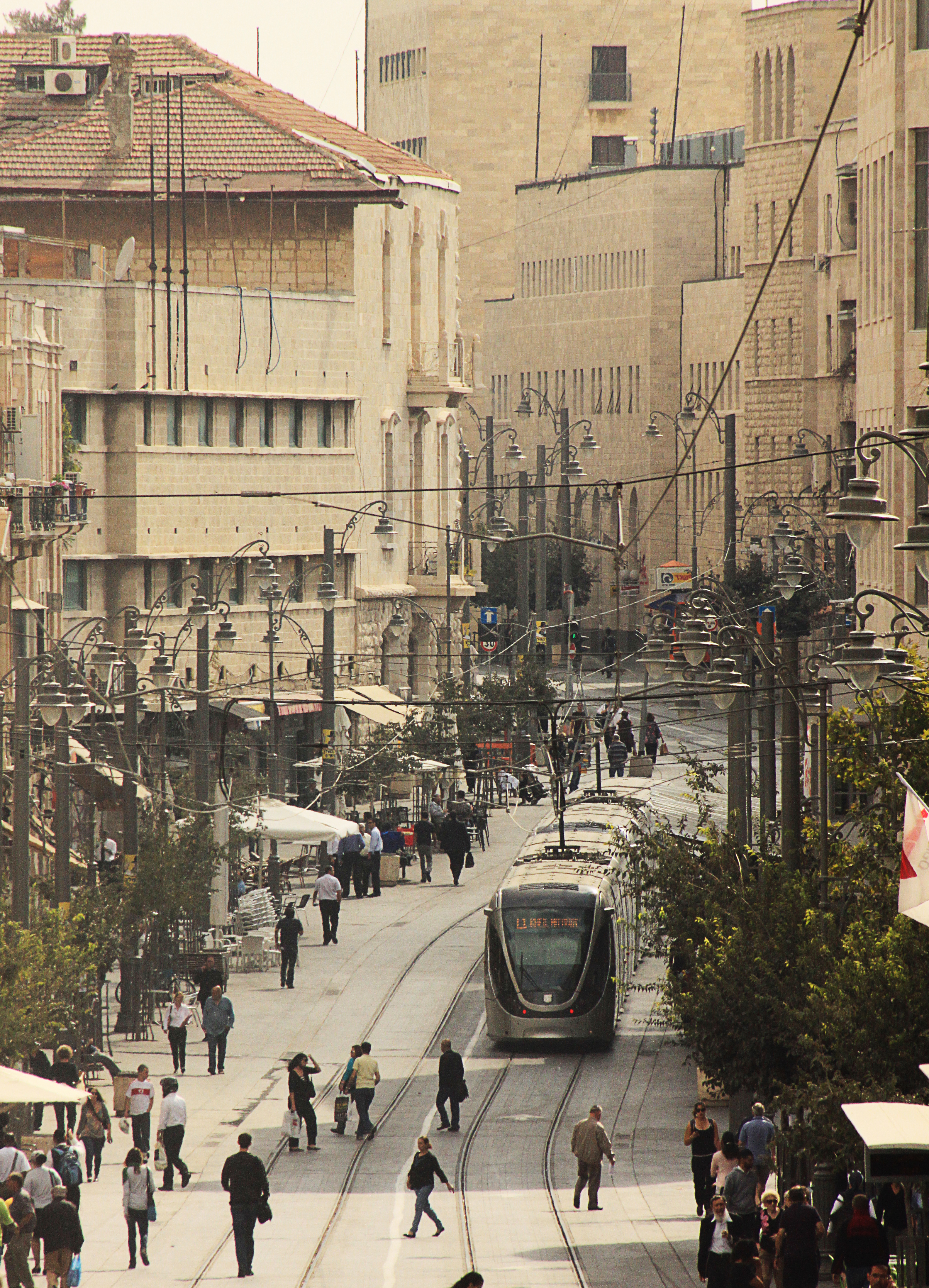
ヤッフォ通りを走るライトレール

## 駅一覧
1. Heil Ha-Avir駅（空軍基地通り）
2. Sayeret Duchifat駅
3. Pisgat Ze'ev Center駅
4. Yekuti'el Adam駅
5. Beit Hanina駅
6. Shuafat駅
7. Es-Sahl駅
8. Giv'at HaMivtar駅
9. 弾薬の丘駅
10. Shimon HaTzadik駅
11. Shivtei Israel駅
12. ダマスカス門駅
13. サフラ広場駅（市役所）
14. ヤッフォ・センター駅
15. Ha-Davidka駅
16. マヘイン・イェヒューダ駅
17. Ha-Turim駅:
18. 中央駅（エルサレム中央バスターミナル）
19. Kiryat Moshe駅
20. He-'Haluts駅
21. デニア広場駅
22. Yefeh Nof駅
23. ヘルツルの丘駅

## 運賃
1回券が6.90シュケル、10回券が55.20シュケル、1か月パスが246.00シュケルである。その他、高齢者や学生、障害者向けの割引運賃がある。また、イスラエル軍兵士や警察官は無料で乗車ができる。